# Вітбі (Онтаріо)
Вітбі (англ. Whitby) — місто в провінції Онтаріо у Канаді. Вітбі розташоване за 15 км на схід від Торонто. Місто налічує 111 184 мешканців (2006) і є частиною промислового району, названого «Золотою підковою» (англ. Golden Horseshoe) в регіональному муніципалітеті Дюрема.

## Відомі люди

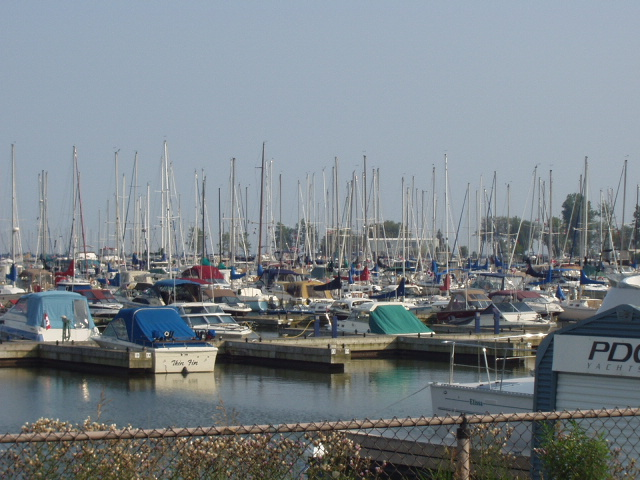
гавань Вітбі

- Девід Ейрс — канадський хокейний воротар та водій Zamboni.

| Прапор Канади | Це незавершена стаття про Канаду. Ви можете допомогти проєкту, виправивши або дописавши її. |

1. ↑  https://vitacollections.ca/whitbynews/2309453/data
2. 1 2  Canada 2021 Census